# Liste der Biografien/Mona
Liste der Biografien |
Portal Biografien |
Personensuche
# |
A |
B |
C |
D |
E |
F |
G |
H |
I |
J |
K |
L |
M |
N |
O |
P |
Q |
R |
S |
T |
U |
V |
W |
X |
Y |
Z |
?
 
Ma |
Mb |
Mc |
Md |
Me |
Mf |
Mg |
Mh |
Mi |
Mj |
Mk |
Ml |
Mm |
Mn |
Mo |
Mp |
Mq |
Mr |
Ms |
Mt |
Mu |
Mv |
Mw |
Mx |
My |
Mz
 
Moa |
Mob |
Moc |
Mod |
Moe |
Mof |
Mog |
Moh |
Moi |
Moj |
Mok |
Mol |
Mom |
Mon |
Moo |
Mop |
Moq |
Mor |
Mos |
Mot |
Mou |
Mov |
Mow |
Mox |
Moy |
Moz
 
Mona |
Monb |
Monc |
Mond |
Mone |
Monf |
Mong |
Monh |
Moni |
Monj |
Monk |
Monl |
Monm |
Monn |
Mono |
Monr |
Mons |
Mont |
Monu |
Monv |
Mony |
Monz
Die Liste der Biografien führt alle Personen auf, die in der deutschsprachigen Wikipedia einen Artikel haben. Dieses ist eine Teilliste mit 102 Einträgen von Personen, deren Namen mit den Buchstaben „Mona“ beginnt.

## Mona
- Mona Asuka (* 1991), deutsche Pianistin
- Mona Rudao (1882–1930), Häuptling des taiwanischen Ureinwohnerstamms der Sediq
- Mona, Caterina (* 1973), Schweizer Filmregisseurin und Filmeditorin
- Móna, István (1940–2010), ungarischer Moderner Fünfkämpfer
- Mona, Martino (* 1972), Schweizer Jurist und Hochschullehrer
- Mona, Tamara, Schweizer Diplomatin

### Monac
- Monachino, Vincenzo (1910–2000), italienischer Jesuit und Kirchenhistoriker
- Monaci, Ernesto (1844–1918), italienischer Romanist, Italianist und Mediävist
- Monacis, Lorenzo De († 1428), venezianischer Notar, Diplomat und Redner, Dichter und Historiker
- Monaco La Valletta, Raffaele (1827–1896), italienischer Geistlicher und Kurienkardinal der römisch-katholischen Kirche
- Mónaco, Alfredo del (1938–2015), venezolanischer Komponist
- Monaco, James (1942–2019), US-amerikanischer Filmwissenschaftler, Kritiker, Autor und Verleger
- Monaco, James V. (1885–1945), US-amerikanischer Songtexter und Komponist
- Mónaco, Juan (* 1984), argentinischer Tennisspieler
- Monaco, Julian (* 1989), deutscher Politiker (NPD)
- Monaco, Julie (* 1973), österreichische zeitgenössische Künstlerin
- Monaco, Kara (* 1983), US-amerikanisches Model und Playmate
- Monaco, Kelly (* 1976), US-amerikanisches Model, Playmate und Schauspielerin
- Monaco, Lisa (* 1968), US-amerikanische Juristin, Präsident Obamas Beraterin für Innere Sicherheit
- Monaco, Marietta di (1893–1981), deutsche Kabarettistin, Lyrikerin, Diseuse, Tänzerin und Dichtermuse
- Monaco, Salvatore (* 1972), italienischer Fußballspieler
- Monaco, Thomas De (* 1961), Schweizer Fotograf

### Monad
- Monadjem, Ara (* 1968), österreichisch-eswatinischer Zoologe

### Monae
- Monáe, Janelle (* 1985), US-amerikanische Soulsängerin

### Monag
- Monagan, John S. (1911–2005), US-amerikanischer Politiker
- Monagas, José Tadeo (1784–1868), venezolanischer Unabhängigkeitskämpfer und Präsident
- Monageng, Sanji Mmasenono (* 1950), botswanische Juristin und Richterin am Internationalen Strafgerichtshof
- Monaghan, Cameron (* 1993), US-amerikanischer Schauspieler
- Monaghan, Carol (* 1972), schottische Politikerin
- Monaghan, Dominic (* 1976), britisch-irischer SchauspielerDominic Monaghan (* 1976)

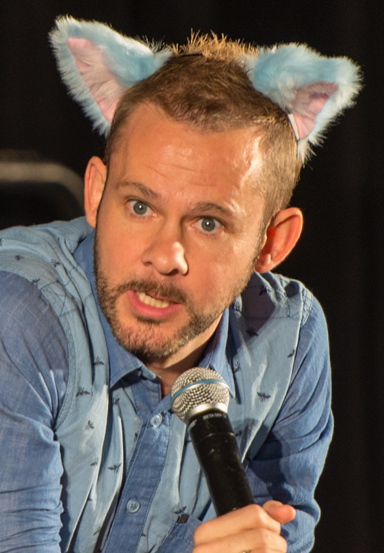
Dominic Monaghan (* 1976)

- Monaghan, Francis Joseph (1890–1942), US-amerikanischer Geistlicher, römisch-katholischer Bischof von Ogdensburg
- Monaghan, Henry (1934–2025), US-amerikanischer Verfassungsrechtler
- Monaghan, Joel (* 1982), australischer Rugby-League-Spieler
- Monaghan, John J. (1856–1935), US-amerikanischer Geistlicher, römisch-katholischer Bischof von Wilmington
- Monaghan, Joseph P. (1906–1985), US-amerikanischer Politiker
- Monaghan, Marjorie (* 1964), US-amerikanische Schauspielerin
- Monaghan, Michelle (* 1976), US-amerikanische Schauspielerin, Filmproduzentin und ehemaliges Model deutsch-irischer AbstammungMichelle Monaghan (* 1976)

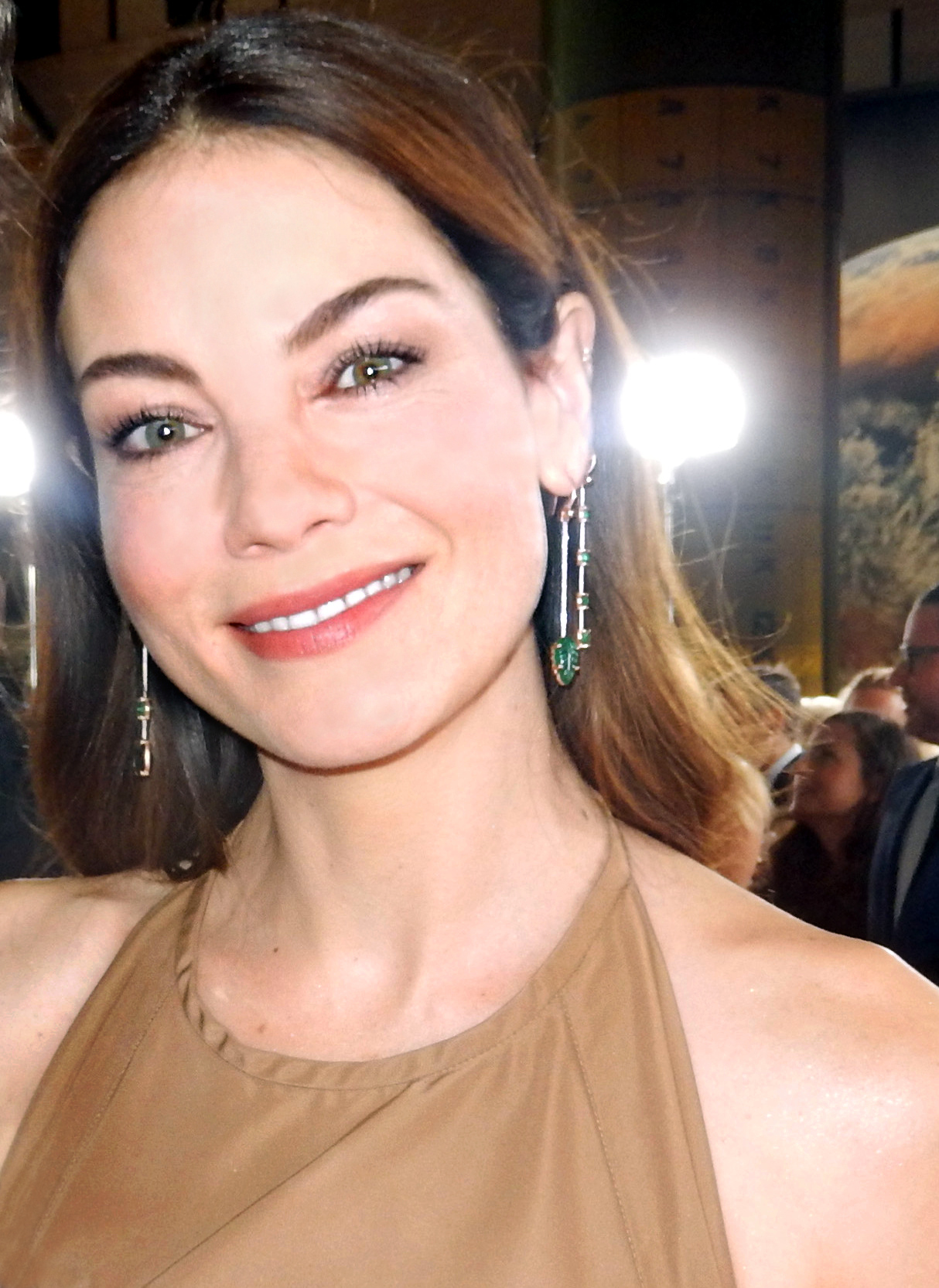
Michelle Monaghan (* 1976)

- Monaghan, Pat (* 1947), britische Zoologin und Hochschullehrerin
- Monaghan, Paul (* 1965), schottischer Politiker
- Monaghan, Rinty (1918–1984), britischer Boxer
- Monaghan, Terry (* 1933), britischer Eisschnellläufer
- Monaghan, Tom (* 1937), US-amerikanischer Unternehmer und Mäzen

### Monah
- Monahan, David (* 1971), US-amerikanischer Schauspieler und Drehbuchautor
- Monahan, Debi A., Schauspielerin
- Monahan, Fintan (* 1967), irischer Geistlicher und römisch-katholischer Bischof von Killaloe
- Monahan, Garry (* 1946), kanadischer Eishockeyspieler
- Monahan, Hartland (1951–2023), kanadischer Eishockeyspieler
- Monahan, Hillary, US-amerikanische Autorin
- Monahan, James G. (1855–1923), US-amerikanischer Politiker
- Monahan, Kathleen (* 1972), US-amerikanische Skirennläuferin
- Monahan, Peter Joseph (1882–1947), kanadischer Geistlicher, römisch-katholischer Erzbischof von Regina
- Monahan, Sarah (* 1977), australische Schauspielerin
- Monahan, Sean (* 1994), kanadischer Eishockeyspieler
- Monahan, William (* 1960), US-amerikanischer Drehbuchautor und Schriftsteller

### Monai
- Monaises, parthischer Adliger
- Monaiwa, Thapelo (* 1998), botswanischer Leichtathlet

### Monak
- Monakow, Constantin von (1853–1930), russisch-schweizerischer Neurologe und Neuropathologe
- Monakow, Dmytro (1963–2007), ukrainischer Sportschütze
- Monakow, Paul von (1885–1945), schweizerischer Internist, Neurologe und Hochschullehrer

### Monal
- Monaldeschi, Giovanni (1626–1657), italienischer Adliger und Favorit der schwedischen Königin Christina
- Monaldi, Christian (* 2006), italienischer Schauspieler
- Monaldi, Giacomo († 1798), Warschauer Bildhauer
- Monaldi, Rita (* 1966), italienische Schriftstellerin, Teil des Autorenduos Monaldi & Sorti
- Monaldi, Vincenzo (1899–1969), italienischer Mediziner, Hochschullehrer und Politiker, Senator und Minister

### Monam
- Monamay, Madi (* 2006), belgischer Fußballspieler
- Monami, Dominique (* 1973), belgische Tennisspielerin
- Monamy, Peter, britischer Maler

### Monar
- Monar, Jonas, deutscher Sänger und Songwriter
- Monar, Jörg (* 1960), deutscher Politik- und Sozialwissenschaftler
- Monar, Julia (* 1963), deutsche Diplomatin
- Monar, Théo (* 2001), französischer Handballspieler
- Monarco (1933–2021), brasilianischer Musiker und Komponist
- Monard, Jean Nicolas de (1750–1831), französischer General
- Monard, Odette (1903–1989), französische Schwimmerin
- Monardes, Nicolás (1493–1588), spanischer Arzt und Botaniker
- Monari, Luciano (* 1942), italienischer Geistlicher, römisch-katholischer Bischof von Brescia
- Monarow, Roman (* 1980), ukrainischer Fußballspieler und -trainer

### Monas
- Monash, John (1865–1931), australischer GeneralJohn Monash (1865–1931)

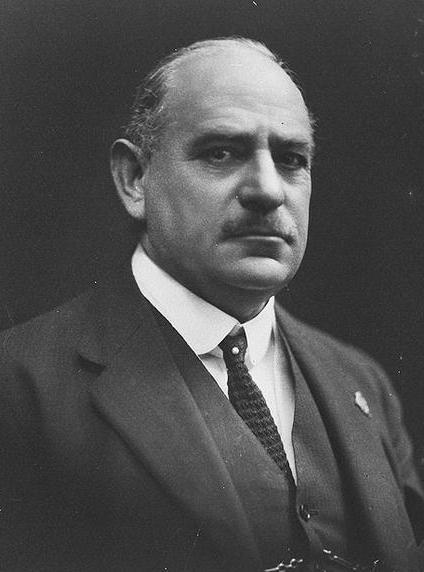
John Monash (1865–1931)

- Monash, Paul (1917–2003), US-amerikanischer Drehbuchautor und Filmproduzent
- Monassypow, Almas (1925–2008), tatarischer Komponist und Dirigent
- Monast, Louis (1863–1936), US-amerikanischer Politiker
- Monaster, Nate (1911–1990), US-amerikanischer Drehbuchautor
- Monasterio, Derrick (* 1995), philippinischer Filmschauspieler
- Monasterio, Jesús de (1826–1903), spanischer Geiger, Komponist, Dirigent und Musikpädagoge
- Monasterios, Fabian (* 1977), deutscher Schauspieler und Sprecher
- Monastier, Antoine (1774–1852), französisch-schweizerischer evangelischer Geistlicher und Historiker
- Monastier, Hélène (1882–1976), Schweizer Lehrerin und Friedensaktivistin
- Monastyrska, Ljudmyla (* 1975), ukrainische Opernsängerin (Sopran)
- Monastyrski, Andrei Wiktorowitsch (* 1949), russischer Künstler und Autor
- Monastyrskyj, Denys (1980–2023), ukrainischer Politiker

### Monat
- Monath, Alexander (* 1993), deutscher Fußballtorhüter
- Monath, Bernd (* 1960), deutscher Historiker, Sachbuch- und Romanautor
- Monath, Georg Peter (1715–1788), deutscher Buchhändler und Verleger in Nürnberg
- Monath, Martin (1913–1944), trotzkistischer Widerstandskämpfer im Zweiten Weltkrieg und Herausgeber von „Arbeiter und Soldat“
- Monath, Peter Conrad († 1747), deutscher Buchhändler und Verleger
- Monatte, Pierre (1881–1960), französischer Gewerkschaftsführer und Theoretiker des Syndikalismus
- Monatzeder, Josef (* 1951), deutscher Kommunalpolitiker, Bürgermeister von MünchenJosef Monatzeder (* 1951)

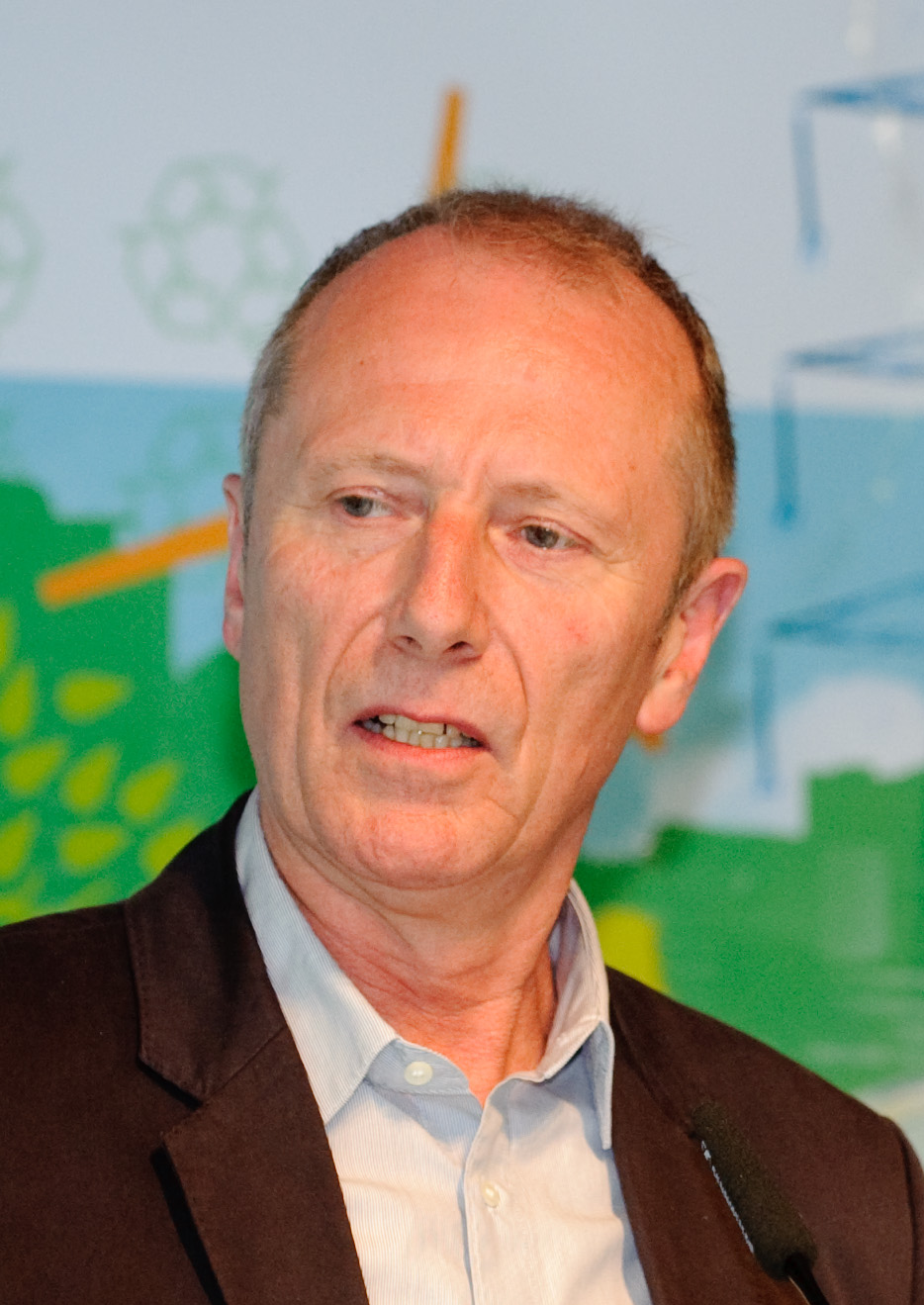
Josef Monatzeder (* 1951)

### Monau
- Monau, Friedrich von (1592–1659), deutscher Mediziner
- Monau, Jakob (1546–1603), deutscher Universalgelehrter (Jurist, Philologe und Dichter)
- Monau, Peter (1551–1588), Leibarzt des Kaisers Rudolf II.
- Monauni, Sabine (* 1974), liechtensteinische Regierungschef-Stellvertreterin

### Monax
- Monaxius, spätantiker oströmischer Politiker und Konsul (416)